# Matthieu Udol
Matthieu Udol, né le 20 mars 1996 à Metz (Moselle), est un footballeur français qui évolue au poste d'arrière gauche au RC Lens.

## Biographie

### Formation au SC Marly et au FC Metz (2002 - 2015)
Passé par le SC Marly, club de la ville où il grandit pendant quatre ans puis formé au FC Metz dès l'âge de dix ans, Matthieu Udol gravit tous les échelons du club messin avant de signer son premier contrat professionnel le 17 juin 2015. 

#### Prêt au RFC Seraing (2015 - 2016)
Il est prêté dès le 13 août 2015 au RFC Seraing, club satellite du club lorrain pour la saison 2015-2016. Il dispute son premier match professionnel face à l'AFC Tubize lors de la 3e journée de Challenger Pro League en entrant lors de la deuxième mi-temps. 

### FC Metz (2015 - 2025)
Étant rapidement titulaire en Belgique, le joueur retourne au FC Metz dès janvier 2016 à la suite de la blessure de Kévin Lejeune qui oblige le club grenat à trouver des solutions au poste d'arrière gauche pour suppléer Tiago Gomes en cas de nécessité. Il participe aux huit dernières journées de championnat de Ligue 2 avec son club formateur et participe donc à son premier match avec le FC Metz lors de la 31e journée face au Paris FC en étant titulaire.
Les saisons suivantes, il doit notamment faire face à plusieurs blessures qui l’empêchent de s'imposer dans l'effectif durablement. Malgré sa longue blessure lors de la saison 2018-2019, Udol remporte le premier trophée de sa carrière en étant sacré champion de France de Ligue 2. 
Lors de la saison 2019-2020 en Ligue 1, Il fait néanmoins partie des titulaires réguliers, effectuant entre autres sa première passe décisive contre le Nîmes Olympique le 30 novembre 2019. Le 18 mai 2020 il prolonge de deux saisons au FC Metz et est désormais lié au club lorrain jusqu'en juin 2024.
Lors de la saison 2020-2021, Udol participe à vingt-cinq matchs de Ligue 1 et deux matchs de Coupe de France et délivre un total de trois passes décisives.
C'est lors de la saison 2021-2022 que Udol inscrit son premier but sous les couleurs de son club formateur face au LOSC Lille, alors champion en titre du championnat lors de la première journée de Ligue 1. Au milieu de saison, il se blesse une nouvelle fois au ligament croisé du genou droit, c'est la quatrième fois que le joueur se blesse gravement à cet endroit.
Lors de la saison 2022-2023 en Ligue 2, Udol devient désormais capitaine du FC Metz et joue l'intégralité des matchs de Ligue 2 et de Coupe de France du club, il dispute par ailleurs son centième match avec son club formateur lors de la rencontre face au SM Caen le 13 février 2023. Il réalise d'ailleurs la meilleure saison de sa carrière pour l'instant sur le plan statistiques avec trois buts et cinq passes décisives en Ligue 2 et permet grandement au FC Metz de remontée en Ligue 1 à l'issue de la saison en terminant 2e du championnat derrière le Havre AC et devant les Girondins de Bordeaux. Alors en fin de contrat à l'issue de cette saison, il prolonge le 23 août 2023 de trois saisons au FC Metz et est désormais lié au club lorrain jusqu'en juin 2027.
Lors de la saison 2023-2024 en Ligue 1, le capitaine du club lorrain dispute quasiment la totalité des rencontres du FC Metz dans le championnat et inscrit trois buts dont un contre l'Olympique de Marseille lors de la 21e journée du championnat qui permet au FC Metz d'obtenir le point du nul et délivre trois passes décisives. Néanmoins, Udol ne parvient pas à se maintenir avec le FC Metz et s'incline en finale des barrages face à l'AS Saint-Étienne.
Lors du mercato estival de 2024, le joueur a des envies d'ailleurs et fut rapidement courtisé par l'AS Saint-Étienne. Un accord entre le club et le joueur avait été trouvé mais le FC Metz refusa catégoriquement le transfert de ce dernier. Matthieu joue son 150e match cette saison là face au Stade lavallois en Ligue 2 et marque son premier but de la saison lors du match suivant face au Paris FC au stade Charléty. En fin de saison le club est qualifié pour les play-offs de montée. En finale contre le Stade de Reims, il ouvre le score à domicile pour un score finale un partout avant d'égaliser au match retour à Reims qui offre au club la prolongation durant laquelle les grenats s'imposeront,,.  
En juillet 2025, comme lors du mercato estival un an plus tôt, le joueur exprime son souhait de quitter son club de cœur après une nouvelle montée en Ligue 1. Bien que le RC Lens se soit manifesté, le président du club, Bernard Serin, refuse une nouvelle fois le transfert, jugeant l’offre trop inférieure au prix fixé par le club. Bien qu’il affirme ne pas vouloir entrer en conflit avec son capitaine, des tensions commencent à apparaître entre les deux hommes,,. Lors de la reprise de l'entraînement professionnel, le joueur n'est pas présent.

### RC Lens (depuis 2025)
Le 15 juillet 2025, après plus de dix-neuf ans au sein du FC Metz, le joueur quitte son club formateur pour rejoindre le RC Lens, alors en Ligue 1, en signant un contrat de trois ans avec le club lensois,,.
Le 16 août, il dispute son premier match officiel sous les tuniques artésiennes lors de la première journée de Ligue 1 face à l'Olympique lyonnais.

## Statistiques
| Saison                | Club                  | Championnat           | Championnat | Championnat | Championnat | Coupe nationale | Coupe nationale | Coupe nationale | Coupe de la Ligue | Coupe de la Ligue | Coupe de la Ligue | Play-offs | Play-offs | Play-offs | Total | Total | Total |
| Saison                | Club                  | Division              | M.          | B.          | P.d.        | M.              | B.              | P.d.            | M.                | B.                | P.d.              | M.        | B.        | P.d.      | M.    | B.    | P.d.  |
| 2015-2016             | RFC Seraing (prêt)    | Proximus League       | 12          | 3           | 0           | -               | -               | -               | -                 | -                 | -                 | -         | -         | -         | 12    | 3     | 0     |
| 2015-2016             | FC Metz               | Ligue 2               | 8           | 0           | 0           | -               | -               | -               | -                 | -                 | -                 | -         | -         | -         | 8     | 0     | 0     |
| 2016-2017             | FC Metz               | Ligue 1               | 3           | 0           | 0           | -               | -               | -               | -                 | -                 | -                 | -         | -         | -         | 3     | 0     | 0     |
| 2017-2018             | FC Metz               | Ligue 1               | 6           | 0           | 0           | -               | -               | -               | -                 | -                 | -                 | -         | -         | -         | 6     | 0     | 0     |
| 2018-2019             | FC Metz               | Ligue 2               | 5           | 0           | 1           | -               | -               | -               | -                 | -                 | -                 | -         | -         | -         | 5     | 0     | 1     |
| 2019-2020             | FC Metz               | Ligue 1               | 13          | 0           | 1           | -               | -               | -               | 1                 | 0                 | 0                 | -         | -         | -         | 14    | 0     | 1     |
| 2020-2021             | FC Metz               | Ligue 1               | 25          | 0           | 3           | 2               | 0               | 0               | -                 | -                 | -                 | -         | -         | -         | 27    | 0     | 3     |
| 2021-2022             | FC Metz               | Ligue 1               | 12          | 1           | 0           | -               | -               | -               | -                 | -                 | -                 | -         | -         | -         | 12    | 1     | 0     |
| 2022-2023             | FC Metz               | Ligue 2               | 38          | 3           | 5           | 3               | 0               | 0               | -                 | -                 | -                 | -         | -         | -         | 41    | 3     | 5     |
| 2023-2024             | FC Metz               | Ligue 1               | 30          | 3           | 3           | -               | -               | -               | -                 | -                 | -                 | 2         | 0         | 1         | 32    | 3     | 4     |
| 2024-2025             | FC Metz               | Ligue 2               | 31          | 4           | 7           | 3               | 0               | 1               | -                 | -                 | -                 | 3         | 2         | 0         | 37    | 6     | 8     |
| Sous-total            | Sous-total            | Sous-total            | 171         | 11          | 20          | 8               | 0               | 0               | 1                 | 0                 | 0                 | 5         | 2         | 1         | 185   | 13    | 21    |
| 2025-2026             | RC Lens               | Ligue 1               | 1           | 0           | 0           | -               | -               | -               | -                 | -                 | -                 | -         | -         | -         | 1     | 0     | 0     |
| Total sur la carrière | Total sur la carrière | Total sur la carrière | 184         | 14          | 20          | 8               | 0               | 0               | 1                 | 0                 | 0                 | 5         | 2         | 1         | 198   | 16    | 21    |

## Palmarès

### En club
| FC Metz (1) :                                      |
| -------------------------------------------------- |
| - Ligue 2 - Champion : 2019 - Vice-champion : 2023 |

### Distinctions personnelles
- Nommé dans l'équipe-type de Ligue 2 aux Trophées UNFP du football 2025[33]’[34]